# ترانه‌های در حال پخش
جدول ترانه‌های در حال استریم (انگلیسی: Streaming Songs) هرهفته توسط مجله بیلبورد منتشر می‌شود و فهرست برترین ترانه‌های رادیویی پخش‌شده در هفته را بر اساس تقاضای ترانه‌ها و ویدئو‌ها در خدمات موسیقی آنلاین ایالات متحده نشان می‌دهد.